# Nikhat Zareen
Nikhat Zareen, född 14 juni 1996, är en indisk boxare.

## Karriär
Zareen har tagit två VM-guld, dels 2022 i flugvikt och dels 2023 i lätt flugvikt. Hon är kvalificerad till OS 2024.